# Jorge Roldán
Jorge Roldán   (Ciutat de Guatemala, 16 de novembre de 1940 - 8 de juny de 2023) fou un futbolista guatemalenc de la dècada de 1960 i entrenador.
Pel que fa a clubs, destacà a Aurora FC, la major part de la seva carrera. També jugà breument a l'Hèrcules CF.
Fou internacional amb la selecció de Guatemala.
Trajectòria com a entrenador:
- 1974–1975: Aurora FC
- 1976–1978: Once Municipal
- 1979–1982: Aurora FC
- 1985–1986: Aurora FC
- 1988: Guatemala U-20
- 1988–1989:  Guatemala
- 1992–1993: Aurora FC
- 1994–1995: Aurora FC